# Louis Victor Saar
Louis Victor Franz Saar (Rotterdam, 10 december 1868 – Saint Louis (Missouri), 23 november 1937) was een Amerikaans componist en muziekpedagoog.

## Leven
Hij was zoon van Louis Saar, operadirigent/directeur van/bij de Duitse Opera te Rotterdam, en eerste dramatische zangeres bij hetzelfde gezelschap Francisca Amalia (Fanny Amalie) Jacquemar-Jaeger, wonende aan het Hofplein. Hijzelf was in 1897 getrouwd met Emilie Scholl uit Neurenberg. Het echtpaar kreeg voor zover bekend drie kinderen, allen geboren in de Verenigde Staten, aldus zijn verzoek tot naturalisatie in 1915 in Cincinnati.
Het gezin vertrok al snel vanuit Nederland. Hij rondde het gymnasium al af in Straatsburg, vader was in 1875 neergestreken in die stad.
Hij kreeg zijn opleiding in München (Josef Rheinberger en Bussmeyer; afgerond in 1889), Wenen, Leipzig en Berlijn (heel even bij Johannes Brahms). In die laatste stad kreeg hij voor een van zijn werken een Mendelssohnbeurs. In Wenen kreeg hij al een Tonkünstlerpreis voor een koorkwartet (1892). Hij vertrok rond 1893 naar de Verenigde Staten, waar hij repetitor/begeleider werd van de Metropolitan Opera Company. Op voorspraak van Antonín Dvořák kon hij les gaan geven aan het National Conservatory (1896-1898). Er volgden nog aanstellingen aan New York College of Music, Institute of Musical Art in New York, Cincinnati College of Music (1906-1917) en Chicago Musical College (1917-1934). Rond 1899 kreeg hij nog een muziekprijs in Boston. Zijn laatste periode was hij werkzaam aan het Saint Louis Institute of Music (1934-1937).

## Muziek
Kruseman gaf al een flink aantal werken op: Rococo-suite, Wechselgesang (opus 41 voor zesstemmig koor en orkest), kamermuziek, pianomuziek, koormuziek en liederen waaronder Anatolische Liebeslieder (opus 1-5) en Persian love songs (opus 77). Muziekweb vermeldt nog Four seasons (opus 119), ook wel A Canadian song cycle). Robijns/Zijlstra vermelden nog Psalm 128 (solisten, koor en orkest) en From the kingdom of the great North-West (orkestsuite). Een werk van hem op tekst van Hildebrandt te Constableville werd in 1903 uitgevoerd tijdens een muziekfeest in Baltimore (Maryland), dat werd onderscheiden met de Kaiser prize. Een van zijn eerste werkjes Fünf Lieder für eine mittlerer Stimme opus 2 werd in 1892 uitgegeven. Hij zou in zijn vele kamermuziek en liederen een behoudende stijl aanhouden tot salonmuziek aan toe, maar hier en daar liet hij invloeden van de Amerikaanse muziek toe (Sell me a dream).

### Ganymed
Ganymed op tekst van Johann Wolfgang von Goethe een werk voor contra-alt en orkest werd 26 en 27 januari 1900 uitgevoerd door het Philharmonic Society of New York onder leiding van Emil Paur in Carnegie Hall gespeeld. Het was toen geprogrammeerd tussen werken van Richard Wagner (Ouverture: Der fliegende Holländer), Ludwig van Beethoven (Symfonie nr. 4 opus 60), Franz Schubert (Der Kreuzzug, D932), Robert Schumann (Romanzen und Balladen), Robert Franz (lied: Er ist gekommen, opus 4.7) en Karl Goldmark (Des gefesselte Prometheus, opus 38). Soliste was Ernestine Schumann-Heink (1861-1936); het programma van 26 januari 1900 vermeldde wereldpremière. Niet veel later 28 november 1900 zat hij zelf op het podium van Carnegie Hall. Hij speelde zelf met Magdalena Schuberth-Neymann zijn suite opus 27 uit 1899. Ook andere werken van hem haalden het podium aldaar.